# تقسیم‌بندی بازار
بخش‌بندی بازار یا تقسیم‌بندی بازار (به انگلیسی: Market segmentation) فرایند تقسیم کردن مشتریان بالقوه به گروه‌ها یا بخش‌های کوچکتر با ویژگی‌های مشخص است. به این ترتیب، هر بخش از بازار از مشتریانی تشکیل می‌شود که دارای خصوصیات مشترکی هستند و به استراتژی‌های بازاریابی واکنش مشابهی نشان می‌دهند. در این فرایند، جذابیت‌های هر بخش از بازار ارزیابی می‌شود تا در نهایت یک یا چند بخش به‌منظور تحقق بالاترین درآمد بالقوه و بیشترین مقدار سود به‌عنوان بازار هدف انتخاب شود. بعضی از سازمان‌ها، بازار را بخش‌بندی می‌کنند تا بتوانند بخش یا بخش‌هایی را گزینش کنند که برای عرضه محصولات شان مناسب باشد و هدف برخی دیگر، طراحی و عرضه محصولات یا برنامه‌های بازاریابی متناسب با خواسته‌های بازار هدف است. 
بازار از خریداران تشکیل می‌شود و خریداران، تفاوتهای فراوانی با یکدیگر دارند. خریداران اغلب از نظر خواسته (نوع و طریقه برآورده کردن یک نیاز)، دسترسی به منابع، محل جغرافیایی، نوع نگرش، و شیوه خرید، با هم تفاوت دارند. از این‌رو سازمانها از طریق تقسیم بندی بازار، بازارهای بزرگ، ناهمگون یا نامتجانس را به بخش‌های کوچک‌تر (خرده بازارها) تقسیم میکنند؛ تا بتوانند کالاها و خدماتی را که نیازهای منحصر به‌فرد مشتریان را تأمین می نماید، به این بازارها برسانند.
تقسیم بازار از جمله مباحثی است که در متون جدید بازاریابی مورد تأکید قرار گرفته‌است. در عصر ما با توجه به وسعت بازار، تنوع فراوان در نوع کالاها، تفاوت در سبک زندگی و سلیقه مصرف‌کنندگان و به‌طور کلی وجود تفاوتهای اقتصادی و فرهنگی در گروه‌های مختلف جامعه برای مؤسسات بازرگانی مشکل خواهد بود، با به‌کارگیری روشهای یکسان در بازاریابی، بدون توجه به تفاوت‌های موجود در بازار، رضایت همه خریداران را جلب نمایند. همچنین محدود بودن منابع مالی و فنی بسیاری از مؤسسات تولیدی اجازه نمی‌دهد، که آن‌ها انواع خطوط تولیدی داشته باشند و انواع گوناگون کالاها و خدمات را برای گروه‌های مختلف مصرف‌کننده، عرضه کنند.
در مواردی مانند بعضی خدمات بهداشتی و فرهنگی و کالاهایی که مورد استفاده آن برای همگان یکسان است (مثل دارو) که تنوع چندانی در آن نمی‌تواند، وجود داشته باشد، موضوع تقسیم‌بندی بازار اهمیتی ندارد و یک کالا یا خدمت را برای گروه‌های مختلف مصرف‌کننده، می‌توان عرضه کرد.
با توجه به گسترش بازاریابی الکترونیکی، تفاوتهایی در تقسیم بندی بازار سنتی ایجاد می‌شود. به عنوان مثال در تیپ‌های شخصیت شناسی، معیار نحوه استفاده از تکنولوژی‌های جدید یا شبکه‌های اجتماعی مطرح می‌شود. این موضوع در  مورد بررسی قرار گرفته‌است.

## معیارها
بخش‌بندی بازار باید به‌گونه‌ای انجام شود که خریداران هر بخش نیازهای مشابه با هم و متفاوت با سایر بخش‌ها داشته باشند. همچنین کسب‌وکارها باید قادر باشند به‌منظور افزایش سود و بازده سرمایه‌گذاری‌شان، فعالیت بازاریابی خود را در یک یا چند بخش متمرکز کنند. بخش‌بندی بازار باید به روشی ساده، روشن و کم‌هزینه صورت بگیرد. برای بخش‌بندی بازار، از روش‌ها و متغیرهای مختلفی استفاده می‌شود که پرکاربردترین آن‌ها عبارتند از: متغیرهای جغرافیایی، متغیرهای جمعیت‌شناختی، عوامل روان‌شناختی و عوامل رفتاری.

### متغیرهای جغرافیایی
در این روش، بازار به واحدهای مختلف جغرافیایی مانند کشورها، استان‌ها، شهرها یا خیابان‌ها تقسیم می‌شود. بسیاری از شرکت‌ها ترجیح می‌دهند فعالیت خود را از یک یا چند منطقه جغرافیایی خاص شروع کنند. از سوی دیگر، مردم مناطق مختلف دارای سلیقه‌ها، شرایط زندگی و فرهنگ‌های متفاوتی هستند که می‌تواند به‌عنوان محرکی برای بخش‌بندی بازار مورد استفاده قرار گیرد.

### متغیرهای جمعیت‌شناختی
در بسیاری موارد، عوامل جمعیتی مانند سن، جنسیت، اندازه خانواده، درآمد، شغل، تحصیلات، نژاد و... برای بخش‌بندی بازار مورد استفاده قرار می‌گیرند. خواسته‌ها و ترجیحات افراد و میزان استفاده از محصولات غالباً با این قبیل متغیرها وابستگی مستقیم دارد. استفاده از این متغیرها برای بخش‌بندی نیز اغلب ساده است.

### عوامل روان‌شناختی
شخصیت و سبک زندگی افراد متغیرهایی هستند که در بخش‌بندی بازار بر اساس عوامل روان‌شناختی مورد استفاده قرار می‌گیرند. منظور از شخصیت، خصوصیات روانی مانند تسلط‌طلبی یا برون‌گرایی است که به‌طور ثابت و استوار در محیط بروز می‌کند و اغلب بر رفتار خرید آن‌ها تأثیر می‌گذارد.

### عوامل رفتاری
در این تقسیم‌بندی، خریداران بر اساس میزان مصرف، موقعیت استفاده از محصول، منافع مورد انتظار، میزان وفاداری و سایر عواملی که نسبت مصرف‌کننده با محصول را مشخص می‌کنند، بخش‌بندی می‌شوند.